# İlbank SK
İlbank SK är en sportklubb från Ankara, Turkiet, grundad 1995. Klubben är aktiv med verksamhet i volleyboll, taekwondo och brottning. Dess volleybollag har spelat i Sultanlar Ligi (högsta serien) vid flera tillfällen